# Clara Maass
Clara Louise Maass (East Orange, 28 de junio de 1876-La Habana, 24 de agosto de 1901) fue una enfermera estadounidense que murió como resultado de su voluntariado en experimentos médicos para estudiar la fiebre  amarilla.

## Primeros años de vida
Clara Maass nació en East Orange, Nueva Jersey, de padres inmigrantes alemanes, Hedwig y Robert Maass. Era la mayor de nueve hijos de una familia luterana. La familia de Clara fue pobre y para ayudar a aliviar la carga financiera de familia, trabajó como "ayudante de madre" para una mujer local mientras estaba en la escuela primaria. No ganaba dinero, pero podía vivir y comer con la familia de su empleador.
En 1895 se convirtió en una de las primeras graduadas de la Escuela de Capacitación para Enfermeras Christina Trefz del Newark German Hospital. En 1898 fue ascendida a jefa de enfermería en el Newark German Hospital, donde era conocida por su arduo trabajo y dedicación a su profesión.

## Servicio del ejército
En abril de 1898, durante la guerra hispanoamericana, Maass se ofreció como enfermera contratada para el ejército de los Estados Unidos (el Cuerpo de Enfermeras del Ejército aún no existía). Sirvió en el Séptimo Cuerpo del Ejército de los Estados Unidos desde el 1 de octubre de 1898 hasta el 5 de febrero de 1899, en Jacksonville, Florida, Savannah, Georgia y Santiago de Cuba. Fue dada de alta en 1899, pero se ofreció nuevamente como voluntaria para servir en el Octavo Cuerpo del Ejército de los EE. UU. En Filipinas desde noviembre de 1899 hasta mediados de 1900.
Durante su servicio con el ejército, vio pocas heridas de batalla, centrándose en asistir a los soldados enfermos con la fiebre tifoidea, la malaria, el dengue y la fiebre amarilla. Contrajo dengue en Manila y fue enviada a casa.

## Estudios de fiebre amarilla
Poco después de terminar su segunda asignación con el ejército, Maass regresó a Cuba en octubre de 1900 después de ser convocada por William Gorgas, quien trabajaba con la Comisión de Fiebre Amarilla del Ejército de los Estados Unidos. La comisión, encabezada por el mayor Walter Reed, se estableció durante la ocupación de Cuba de la posguerra para investigar la fiebre amarilla, que era endémica en Cuba. Uno de los objetivos de la comisión era determinar cómo se contagiaba la enfermedad: por picaduras de mosquitos o por contacto con objetos contaminados.
La comisión reclutó seres humanos porque no conocían ningún animal que pudiera contraer la fiebre amarilla. Este experimento es el primer caso registrado de consentimiento informado en experimentos. Se les indicó a los voluntarios que la participación en este estudio podría provocar la muerte. Como incentivo, se les pagó US$ 100 a los voluntarios, con $ 100 adicionales si el voluntario se enfermaba.
En marzo de 1901, Maass se ofreció a ser picada por un mosquito Culex fasciata (ahora llamado Aedes aegypti) al que se le había permitido alimentarse de pacientes con fiebre amarilla. En ese momento, los investigadores estaban seguros de que los mosquitos eran la vía de transmisión, pero carecían de la evidencia científica para probarlo porque algunos voluntarios que fueron picados permanecían sanos. Maass continuó ofreciéndose como voluntaria para los experimentos.

## Muerte
El 14 de agosto de 1901, Maass se dejó picar por segunda vez por mosquitos infectados. Los investigadores esperaban demostrar que su caso anterior de fiebre amarilla era suficiente para inmunizarla contra la enfermedad. Desafortunadamente, este no fue el caso. Maass volvió a enfermar de fiebre amarilla el 18 de agosto y murió el 24 de agosto. Su muerte despertó el sentimiento público y puso fin a los experimentos de fiebre amarilla en seres humanos.
Maass fue enterrada en el cementerio de Colón de La Habana con honores militares. Su cuerpo fue trasladado al cementerio Fairmount en Newark, Nueva Jersey el 20 de febrero de 1902.